# Wahlkreis Pankow 8
Der Wahlkreis Pankow 8 ist ein Abgeordnetenhauswahlkreis in Berlin. Er gehört zum Wahlkreisverband Pankow und umfasst die Gebiete Eberswalder Straße, Danziger Straße, Prenzlauer Allee, S-Bahntrasse zwischen Prenzlauer Allee und Greifswalder Straße sowie Schwedter Straße bis zur Bezirksgrenze Mitte.

## Abgeordnetenhauswahl 2023
Bei der Wahl zum Abgeordnetenhaus von Berlin 2023 traten folgende Kandidaten an:
| Name                              | Partei           | Anteil der Erststimmen | Anteil der Zweitstimmen |
| --------------------------------- | ---------------- | ---------------------- | ----------------------- |
| Daniela Billig                    | Grüne            | 37,2 %                 | 34,3 %                  |
| Gloria Viagra                     | Die Linke        | 18,2 %                 | 18,7 %                  |
| Stephanie Wölk                    | SPD              | 14,8 %                 | 13,6 %                  |
| Mario Röllig                      | CDU              | 14,6 %                 | 14,4 %                  |
| Sandra Milkereit                  | FDP              | 04,9 %                 | 05,6 %                  |
| Melanie König                     | AfD              | 03,9 %                 | 03,9 %                  |
| Jannis Kiesewetter                | Die PARTEI       | 02,4 %                 | 01,7 %                  |
| Marie Motzkus                     | Tierschutzpartei | 02,0 %                 | 01,6 %                  |
| Wencke Loesener                   | dieBasis         | 01,2 %                 | 01,0 %                  |
| Marianne Utz                      | Piraten          | 00,5 %                 | 00,4 %                  |
| Alexander Wilcke                  | Freie Wähler     | 00,3 %                 | 00,1 %                  |
| –                                 | Volt             | –                      | 02,2 %                  |
| –                                 | Sonstige         | –                      | 02,5 %                  |
| Wahlberechtigte: 28.733 Einwohner |                  |                        |                         |
| Wahlbeteiligung: 70,9 %           |                  |                        |                         |

## Abgeordnetenhauswahl 2021
Bei der im Nachhinein für ungültig erklärten Wahl zum Abgeordnetenhaus von Berlin 2021 traten folgende Kandidaten an:
| Name                              | Partei           | Anteil der Erststimmen | Anteil der Zweitstimmen |
| --------------------------------- | ---------------- | ---------------------- | ----------------------- |
| Daniela Billig                    | Grüne            | 38,2 %                 | 35,2 %                  |
| Janine Walter                     | Die Linke        | 19,6 %                 | 20,5 %                  |
| Stephanie Wölk                    | SPD              | 15,1 %                 | 13,3 %                  |
| Mario Röllig                      | CDU              | 09,2 %                 | 08,7 %                  |
| Sandra Milkereit                  | FDP              | 06,8 %                 | 07,2 %                  |
| Melanie König                     | AfD              | 03,3 %                 | 03,2 %                  |
| Jannis Kiesewetter                | Die PARTEI       | 02,6 %                 | 02,1 %                  |
| Marie Motzkus                     | Tierschutzpartei | 01,7 %                 | 01,1 %                  |
| Wencke Loesener                   | dieBasis         | 02,1 %                 | 01,7 %                  |
| Alexander Wilcke                  | Freie Wähler     | 00,7 %                 | 00,4 %                  |
| Marianne Utz                      | Piraten          | 00,7 %                 | 00,4 %                  |
| –                                 | Volt             | –                      | 02,8 %                  |
| –                                 | Sonstige         | –                      | 03,4 %                  |
| Wahlberechtigte: 28.830 Einwohner |                  |                        |                         |
| Wahlbeteiligung: 83,8 %           |                  |                        |                         |

## Abgeordnetenhauswahl 2016
Bei der Abgeordnetenhauswahl in Berlin 2016 traten folgende Kandidaten an:
| Name                              | Partei           | Anteil der Erststimmen | Anteil der Zweitstimmen |
| --------------------------------- | ---------------- | ---------------------- | ----------------------- |
| Stefan Gelbhaar                   | Grüne            | 29,8 %                 | 29,4 %                  |
| Severin Höhmann                   | SPD              | 25,6 %                 | 18,5 %                  |
| Matthias Zarbock                  | Die Linke        | 20,0 %                 | 20,8 %                  |
| Christina Henke                   | CDU              | 11,4 %                 | 10,2 %                  |
| Sandra Milkereit                  | FDP              | 06,1 %                 | 06,9 %                  |
| Jannis Kiesewalter                | Die PARTEI       | 04,4 %                 | 02,8 %                  |
| Marianne Utz                      | Piraten          | 02,8 %                 | 02,2 %                  |
| –                                 | AfD              | 0–                     | 06,3 %                  |
| –                                 | Tierschutzpartei | 0–                     | 01,2 %                  |
| –                                 | Sonstige         | 0–                     | 01,7 %                  |
| Wahlberechtigte: 28.859 Einwohner |                  |                        |                         |
| Wahlbeteiligung: 74,0 %           |                  |                        |                         |

Stefan Gelbhaar wurde bei der Bundestagswahl 2017 in den Bundestag gewählt und legte daraufhin zum Ende des Jahres 2017 sein Mandat im Berliner Abgeordnetenhaus nieder. Nicole Ludwig rückte Anfang 2018 als Abgeordnete für den Wahlkreis nach.

## Abgeordnetenhauswahl 2011
Bei der Wahl zum Abgeordnetenhaus von Berlin 2011 traten folgende Kandidaten an:
| Name                              | Partei           | Anteil der Erststimmen | Anteil der Zweitstimmen |
| --------------------------------- | ---------------- | ---------------------- | ----------------------- |
| Volker Ratzmann                   | Grüne            | 32,1 %                 | 32,5 %                  |
| Severin Höhmann                   | SPD              | 28,6 %                 | 25,1 %                  |
| Katrin Möller                     | Die Linke        | 13,8 %                 | 13,3 %                  |
| Christopher Lauer                 | Piraten          | 11,8 %                 | 12,4 %                  |
| Andreas Bruckschen                | CDU              | 09,8 %                 | 09,6 %                  |
| Liss Werner                       | Die PARTEI       | 01,8 %                 | 01,7 %                  |
| Dagmar Villbrandt                 | Pro Deutschland  | 00,8 %                 | 00,4 %                  |
| Hagen Michaelis                   | Unabhängige      | 00,7 %                 | 00,3 %                  |
| Holger Berg                       | B                | 00,6 %                 | 0–                      |
| –                                 | FDP              | –                      | 01,7 %                  |
| –                                 | Tierschutzpartei | –                      | 01,0 %                  |
| –                                 | Sonstige         | –                      | 02,0 %                  |
| Wahlberechtigte: 29.261 Einwohner |                  |                        |                         |
| Wahlbeteiligung: 66,4 %           |                  |                        |                         |

## Abgeordnetenhauswahl 2006
Bei der Abgeordnetenhauswahl in Berlin 2006 traten folgende Kandidaten an:
| Name                              | Partei    | Anteil der Erststimmen |
| --------------------------------- | --------- | ---------------------- |
| Volker Ratzmann                   | Grüne     | 34,6 %                 |
| Klaus Mindrup                     | SPD       | 28,0 %                 |
| Elke Breitenbach                  | Die Linke | 19,7 %                 |
| Andreas Apelt                     | CDU       | 08,1 %                 |
| Patrick Technau                   | WASG      | 04,5 %                 |
| Marcus Scharein                   | FDP       | 04,2 %                 |
| Michael Steinbach                 | HP        | 01,0 %                 |
| Wahlberechtigte: 28.813 Einwohner |           |                        |
| Wahlbeteiligung: 59,0 %           |           |                        |

## Bisherige Abgeordnete
Da der Wahlkreis erst seit 2006 in der heutigen Form besteht, ist die Angabe bisheriger Abgeordneter mit Direktmandat erst seit diesem Zeitpunkt möglich.
| Jahr | Name            | Partei | Anteil der Erststimmen |
| ---- | --------------- | ------ | ---------------------- |
| 2023 | Daniela Billig  | Grüne  | 37,2 %                 |
| 2021 | Daniela Billig  | Grüne  | 38,2 %                 |
| 2018 | Nicole Ludwig   | Grüne  | -                      |
| 2016 | Stefan Gelbhaar | Grüne  | 29,4 %                 |
| 2011 | Volker Ratzmann | Grüne  | 32,1 %                 |
| 2006 | Volker Ratzmann | Grüne  | 34,6 %                 |